# San José Pinula
San José Pinula è un comune del Guatemala facente parte del Dipartimento di Guatemala.
Il comune venne istituito il 1º ottobre 1886 su iniziativa del generale Manuel Lisandro Barillas, all'epoca Governatore del Guatemala.